# Irlanda celta
La Irlanda celta o Irlanda gaélica, corresponde al orden político establecido en la isla de Irlanda hasta la conclusión de su reconquista por parte de los Tudor. Durante la mayor parte de este período y Estado, Irlanda fue un mosaico de clanes y tribus organizados en torno a un rey supremo, varios brehones y cuatro reyes o jefes tribales por cada una de las provincias históricas que competían continuamente por el control del territorio y los recursos: Connacht (en irlandés: Connachta), Leinster (en irlandés: Laighin), Munster (en irlandés: An Mhumhain) y Úlster (en irlandés: Cúige Uladh). Estos pequeños reinos independientes, regidos bajo las Leyes Brehon, se denominaban túath y, entre ellos, destacaban Connacht y Úlster. Su principal actividad consistía en la ganadería, aunque también algo de agricultura.
A finales del siglo XII, se produjo la invasión normanda, que situaría a una parte importante de la isla bajo el control de la nobleza cambro-normanda. Esta área controlada por los invasores recibiría el nombre de Señorío de Irlanda. Sin embargo, durante los siglos siguientes, la Irlanda gaélica recuperaría terreno, bien mediante la conquista, o mediante la asimilación cultural de los recién llegados. A finales del siglo XV, únicamente una pequeña franja de terreno en torno a Dublín (conocida como «La Empalizada») quedaba fuera de la influencia gaélica.
No obstante, el acceso al poder de la dinastía Tudor en Inglaterra provocaría una serie de campañas militares para someter la resistencia de la nobleza gaélica. En 1542, el Señorío de Irlanda se transformó en el Reino de Irlanda, cuya corona recaía en el rey de Inglaterra. La posterior «Fuga de los Condes» en 1607, significaría el fin de la reconquista Tudor de la isla y de la Irlanda celta propiamente dicha.

## Estructura política
El orden gaélico estaba formado por un mosaico de reinos que competían por los recursos y por el territorio: se expandían o se contraían según la capacidad de sus gobernantes. A partir del siglo VII todos estos estados pasaron a estar nominalmente bajo el mando de un Rey Supremo; sin embargo, hasta el siglo XI con Brian Boru, este título de Rey Supremo no suponía ningún poder efectivo al estilo de los reyes de la Europa continental. A partir de Boru, la lucha por el título de Ard Rí se redujo a un puñado de familias (O'Brien de Munster, McLochlainn del Cenél nEógain, O'Connor de Connacht). En vísperas de la invasión normanda de 1169, el proceso de organización territorial estaba prácticamente finiquitado y los antiguos reinos y subreinos provinciales se habían transformado en feudos.

### La sucesión y la estructura de clanes

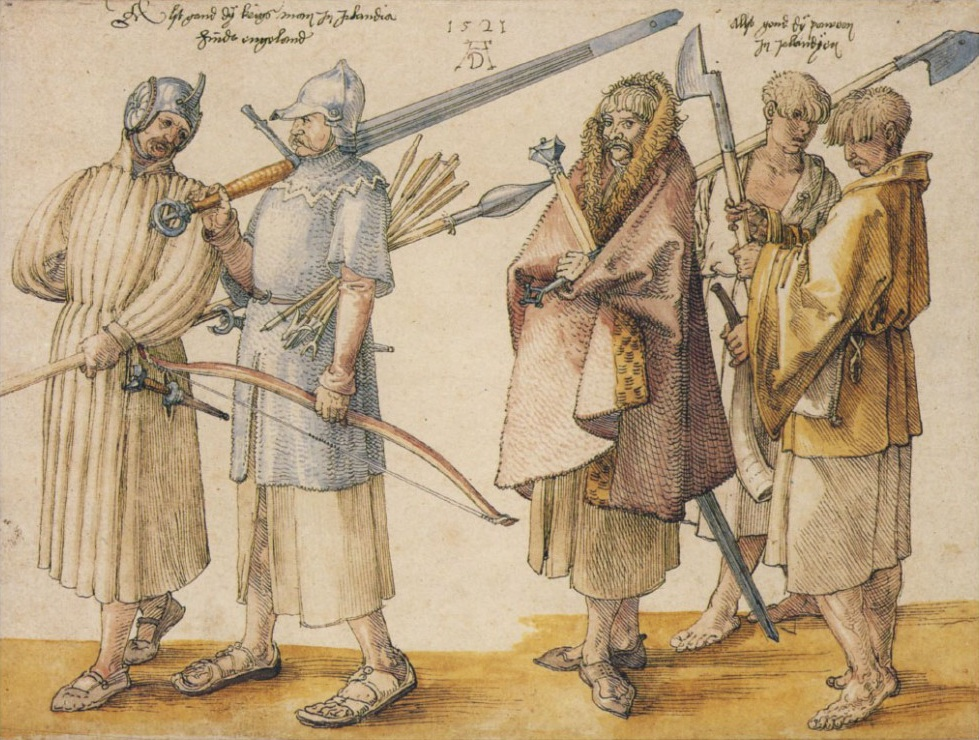
Un dibujo de 1521 de Alberto Durero de soldados irlandeses en las regiones bajas de la Irlanda Celta.

El régimen social estaba basado en el sistema de clanes. Con frecuencia, se piensa que estos se basaban únicamente en lazos de sangre; sin embargo, esto no era exactamente así, ya que también las personas adoptadas o educadas en el seno del clan, así como aquellas que se vinculaban voluntariamente al clan por motivos estratégicos formaban parte del mismo con pleno derecho. Según Nicholls, un clan gaélico debería ser visto más al estilo de las empresas actuales.
El sistema de sucesión no estaba basado en el derecho de primogenitura, sino en la institución conocida como tanistry. De acuerdo a esta institución, un individuo del clan (normalmente de la familia del líder vigente) era elegido para compartir con el líder la responsabilidad del mando y sucederle a su fallecimiento.

### Las clases profesionales
Las principales clases profesionales eran las constituidas por los juristas, los físicos, los arperos y poetas, o bardos; estaban exentas de servicio militar a su señor. La mayoría de estos profesionales practicaban un solo oficio, pero por ejemplo los Margraths de Munster eran poetas e historiadores, o los O'Duigenans que eran historiadores y músicos. Los bardos, igual que los druidas, poseían un sitio privilegiado. El jefe oficial de cada profesión poseía el nombre de ollave (ollamh), y era seleccionado por el señor del territorio y lo servía directamente a él.
De todas estas profesiones, el oficio de poeta era el más antiguo. Mientras que muchas de las clases profesionales hicieron su aparición a partir del siglo XI, la clase de los poetas (aos dana o filleadha) era un vestigio de la época celta precristiana. Estos poetas eran diferentes a los meros bardos, inferiores a ellos y actuaban como sus asistentes. Los poetas trabajaban cantando sus estrofas, mientras un arpista los acompañaba.

## La presencia vikinga

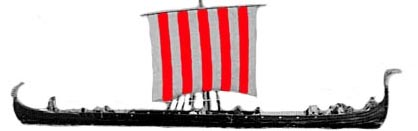
Modelo de una típica embarcación vikinga.

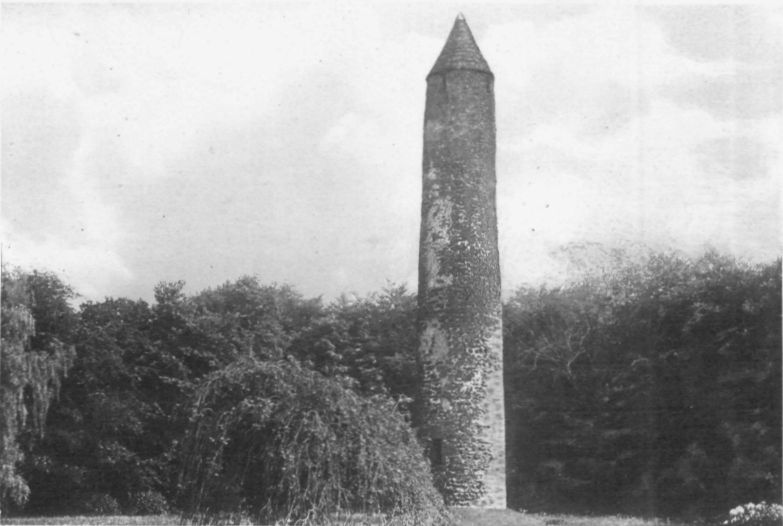
Torre irlandesa en Antrim.

Thorgest (en latín Turgesius) fue el primer vikingo en intentar fundar un reino irlandés. Subió por los ríos Shannon y Bann y creó un reino abarcando Úlster, Connacht y Meath, el cual duró desde 831 hasta 845. En 845 fue asesinado por Malachy (Maelsechlainn), rey de Meath.
En 848 Malachy, entonces Gran rey de Irlanda, derrotó a un ejército escandinavo en Sciath Nechtain. Sosteniendo que su lucha era aliada de la lucha cristiana contra los paganos pidió apoyo al emperador Carlos el Calvo, aunque sin resultados.
En 852 los vikingos Ivar el Deshuesado y Olaf el Blanco desembarcaron en la costa de Dublín y establecieron allí una fortaleza, sobre la cual yace ahora la ciudad de Dublín (del irlandés Án Dubh Linn, que significa Estanque Negro). Este momento es generalmente considerado como la fundación de la ciudad de Dublín.
Los vikingos fundaron otros pueblos sobre la costa y después de varias generaciones, surgió un grupo mixto de irlandeses y escandinavos (los así llamados Gall-Gaels, Gall siendo la palabra en irlandés para referirse a los escandinavos). Esta influencia escandinava se ve reflejada en los nombres escandinavos de muchos reyes irlandeses contemporáneos (por ejemplo Magnus, Lochlann y Sitric), así como en la apariencia de los residentes de estas ciudades costeras hasta la actualidad.
En 914 la inestable paz entre irlandeses y escandinavos culminó en una extensa guerra. Los descendientes de Ivar Beinlaus establecieron una duradera dinastía asentada en Dublín, desde donde tuvo éxito en la conquista del resto de la isla. Este reinado fue finalmente derogado por los esfuerzos conjuntos de Máel Sechnaill mac Domnaill, rey de Meath y el famoso Brian Boru, quien posteriormente se convirtió en Gran rey de Irlanda.
Una teoría popular postula que las afamadas torres irlandesas, fueron creadas para guarecerse de los ataques vikingos. Si un puesto de observación fijado en la torre avistaba una fuerza vikinga, la población local (o al menos el clérigo) entraba y usaban una escalera que se podía levantar desde dentro. Las torres podían haber sido usadas para almacenar reliquias religiosas y otros ponderables.
A pesar de liberarse de invasiones extranjeras durante 150 años, las guerras interdinásticas continuaron agotando los recursos y energías de los irlandeses.

## La invasión cambro-normanda

Irlanda en el 1300, los territorios verdes son los poblados por los pueblos celtas, los amarillos, los gobernados por normandos.

Irlanda en 1450, el territorio poblado por celtas está pintado de verde, el de los normando-celtas, descendientes de los cambro-normandos en azul y el de las fuerzas inglesas en rojo.

Desde que Irlanda fuese cristianizada en el siglo VI después de Cristo, la isla rechazó el poder de la Santa Sede en asuntos religiosos y no le pagaba diezmos a Roma. El papa Adrián IV, el único papa inglés, emitió una bula papal en 1155 otorgándole a Enrique II de Inglaterra la autorización para invadir Irlanda en respuesta a no reconocer el derecho romano. Los siguientes reyes titulares ingleses mantuvieron la soberanía de la Santa Sede sobre la isla.
En 1166, después de quedarse sin la protección del «Rey Supremo» Muirchertach MacLochlainn, el rey de Leinster, Diarmait Mac Murchada, fue forzadamente exiliado de la isla por una confederación de fuerzas irlandesas bajo el nuevo «Rey Supremo», Ruaidhiri mac Tairrdelbach Ua Conchobair. Escapando primero a Bristol y luego a Normandía, Diarmait obtuvo el permiso de Enrique II de Inglaterra para usar sus hombres en la campaña de recuperación de su reino. El siguiente año, ya había obtenido el favor de estos y en 1169, las fuerzas cambro-normandas, galesas y flamencas desembarcaban en la isla, retomando velozmente Leinster y las ciudades de Waterford y Dubh Linn. El líder del ejército cambro-normando, Richard de Clare, se casó con la hija de Diarmait, Aoife, y fue nombrado heredero del reino de Leinster. Esto causó consternación en Enrique II, que no veía bien el establecimiento de un reino cambro-normando en Irlanda. Por ello, acordó visitar Leinster para establecer su autoridad.
Enrique desembarcó en 1171, proclamando a Waterford y Dubh Linn ciudades reales. El sucesor de Adrián IV, Alejandro III, ratificó la soberanía de Enrique de Irlanda en 1172. El Tratado de Windsor de 1175 entre Enrique de Inglaterra y Ruaidhirí, mantenía a Ruaidhirí como «Rey Supremo de Irlanda» pero especificaba el gobierno de Enrique II en Leinster, Meath y Waterford. De todos modos, una vez que Diarmait y Richard de Clare murieron, Enrique volvió a Irlanda y Ruadhirí, no pudiendo contener a sus vasallos, perdió rápidamente el control de la isla.
Enrique le cedió su parte de Irlanda a su hijo en 1185, obsequiándole con el título de Señor de Irlanda. Este mantuvo el nuevo título, pero el Reino de Inglaterra y el Señorío de Irlanda constituyeron territorios legal y personalmente separados. De toda formas, cuando Juan inesperadamente sucedió a su hermano como rey de Inglaterra en 1199, el Señorío de Irlanda perdió buena parte de su territorio en su unión personal con el Reino de Inglaterra.
En 1261, la debilidad del señorío anglonormando se puso de manifiesto después de una serie de derrotas militares. En esta situación caótica, los señores locales irlandeses reconquistaron grandes extensiones de tierra. La invasión de Edward Bruce en el 1315-18 sumada a la Gran Hambruna de esos años debilitó la economía normanda. La Peste Negra llegó a Irlanda en 1348. Dado que muchos de los ciudadanos ingleses y normandos de Irlanda habitaban en las ciudades, la plaga les afectó más a ellos que a los nativos irlandeses, que vivían en asentamientos rurales. Después de que hubiese pasado, la lengua gaélica y las costumbres irlandesas volvieron a dominar el país. El terreno controlado por los ingleses se redujo hasta La Empalizada, un área fortificada alrededor de Dublín. Fuera de la Empalizada, los señores hiberno-normandos se casaban con familias gaélicas, adoptaban la cultura irlandesa y se aliaban con los nativos en asuntos militares y políticos en lo que respectase al Señorío de Irlanda.
Para tratar de frenar este proceso de gaelización, las autoridades de La Empalizada promulgaron los Estatutos de Kilkenny en 1366- vetando a los descendientes de ingleses la posibilidad de aprender irlandés, vestir con atuendos irlandeses o practicar la exogamia, casándose con nativos irlandeses. El gobierno de Dublín poseía poca autoridad real. Al final del siglo XV, la autoridad central inglesa había desaparecido del todo. Los intereses de Inglaterra se volcaron en otros asuntos, como la guerra de los Cien Años o la guerra de las Dos Rosas. Alrededor del país, los señores locales celtas o normando-celtas comenzaron a expandir sus territorios y sus poderes a expensas del gobierno en Dublín.

## Fin del orden celta
En 1536, Enrique VIII de Inglaterra decidió reconquistar Irlanda y volver a colocarla bajo el gobierno inglés. La dinastía FitzGerald de Kildare, que había ejercido dominio efectivo sobre el señorío de Irlanda desde el siglo XV se había convertido en un aliado poco fiable y Enrique resolvió volver a poner a Irlanda bajo el gobierno inglés para evitar que Irlanda se convirtiese en epicentro de futuras rebeliones o invasiones extranjeras a Inglaterra, empleando para ello la política de rendición y reconcesión de tierras.
En 1541, Enrique VIII elevó la categoría de Irlanda de señorío a reino, en parte como respuesta al cambio en sus relaciones con la Santa Sede, que todavía poseía soberanía espiritual sobre Irlanda. Enrique fue proclamado rey de Irlanda ese mismo año en el Parlamento irlandés, en una reunión a la que asistieron conjuntamente por primera vez tanto jefes gaélicos como la aristrocracia hiberno-normanda.
Con las instituciones gubernamentales establecidas, el siguiente paso fue lograr el control efectivo de los territorios pertenecientes al Reino de Irlanda. Este proceso duró casi un siglo y en él se alternaron periodos de guerra y de paz entre las sucesivas generaciones de administradores ingleses y nobles gaélicos e ingleses viejos. Hubo que esperar hasta los reinados de Isabel I de Inglaterra y Jacobo I para contemplar una Irlanda sometida totalmente a la corona.
La huida en 1607 de Aodh Mór Ó Néill, conde de Tyrone y Rudhraighe O Domhnaill, conde de Tyrconnell tras la guerra de los Nueve Años y la derrota irlandesa en Kinsale el 3 de enero de 1602, marca el fin de la irlanda gaélica. Tras estos hechos se consolidó la reconquista Tudor de Irlanda y el camino para la Colonización del Úlster quedó despejado. A partir de entonces, las fuerzas inglesas en Dublín pudieron ejercer un dominio real sobre Irlanda, acabando progresivamente con la resistencia de los jefes nativos.